# Chelonarium fornix
Chelonarium fornix là một loài bọ cánh cứng trong họ Chelonariidae. Loài này được Blackwelder miêu tả khoa học đầu tiên năm 1947.